# Poteč
Poteč är en ort i Tjeckien.   Den ligger i regionen Zlín, i den östra delen av landet, 280 km öster om huvudstaden Prag. Poteč ligger 413 meter över havet och antalet invånare är 759.
Terrängen runt Poteč är huvudsakligen kuperad, men västerut är den platt. Poteč ligger nere i en dal.Runt Poteč är det ganska tätbefolkat, med 83 invånare per kvadratkilometer. Närmaste större samhälle är Valašské Klobouky, 2,5 km sydväst om Poteč. Omgivningarna runt Poteč är en mosaik av jordbruksmark och naturlig växtlighet.